# Kloster Loc-Dieu
Das Kloster Loc-Dieu (Locus Dei) ist eine ehemalige Zisterzienserabtei in der Gemeinde Martiel im Département Aveyron, Region Okzitanien, in Frankreich. Das Kloster liegt rund neun Kilometer westlich von Villefranche-de-Rouergue an der Grenze der historischen Landschaften Rouergue und Quercy an einem früher als locus diaboli bezeichneten Ort.

## Geschichte
Das Kloster wurde um 1123 nach der Benediktinerregel von Kloster Dalon gegründet, mit dem es sich 1162 in der Filiation der Primarabtei Pontigny dem Zisterzienserorden anschloss. Noch zuvor war von Loc-Dieu die Gründung des Klosters Les Chambons ausgegangen, das aber Sénanque unterstellt wurde. Zunächst wurde mit dem Bau der Konventsgebäude begonnen, erst 1159 mit dem der Kirche. Die Arbeiten wurden durch finanzielle Schwierigkeiten, die durch Unterstützung der Klöster Bonneval und Pontigny überwunden wurden, und durch die Albigenserkriege behindert. Die Klosterkirche wurde 1189 geweiht. Auf Grund von Dotationen konnte das Kloster die ihm gegenüber liegende Grangie und weitere Grangien (L’Albenque; le Merlet; Marinesques) und die Domäne Fontaynous errichten und einige Ländereien auf der Causse du Larzac bewirtschaften. Im Hundertjährigen Krieg wurde das Kloster besetzt, geplündert und schließlich 1411 angezündet, jedoch scheint die Kirche nicht beschädigt worden zu sein. Kreuzgang, Kapitelsaal und Konventsgebäude wurden von 1430 bis 1470 mit Mitteln der Familien Volonzac und Firminhac wieder aufgebaut. Zudem wurde die Abtei befestigt. Die Zahl der Mönche verringerte sich von 12 bis 20 bis zum 15. Jahrhundert bis auf drei im 18. Jahrhundert. In der Französischen Revolution wurde das Kloster, das sich in schlechtem Zustand befand, aufgelöst und anschließend verkauft. In der Folge wurde es als Landwirtschaftsbetrieb und als Stall genutzt. 1812 wurde es an die Familie Cibiel aus Villefranche verkauft, die von 1840 an umfangreiche Instandsetzungsarbeiten durchführen und Teile des Gebäudes im Louis-Philippe-Stil und neugotisch erneuern ließ. Das monumentale Vestibül wurde von dem Architekten Paul Gout gestaltet. 1940 wurden Gemälde aus dem Louvre in Paris in die hierfür ungeeignete ehemalige Abtei ausgelagert.

## Bauten und Anlage
Die kreuzrippengewölbte, in ihrer Struktur aber noch romanische Kirche, deren Architektur von Pontigny beeinflusst ist und die als früheste gotische Kirche der Region gilt, besitzt ein über zwanzig Meter hohes Hauptschiff mit zehn Fenstern in den Arkaden und schmale Seitenschiffe sowie ein Querhaus mit vier gerade geschlossenen Kapellen. Die Vierung wird von einem quadratischen Glockenturm mit Pyramidendach und Zwillingsfenstern überragt. Der Ostabschluss mit fünf Fenstern endet in einer fünfeckig geschlossenen Apsis. Die Fassade weist ein spitzbogiges Portal und ein hohes, schmales Fenster auf. Das Chorgestühl ist nach Villefranche gelangt. Der um 1470 fertiggestellte, südlich an die Kirche anschließende Kreuzgang ist bis auf den Nordflügel erhalten. Über ihm liegt eine geschlossene Galerie mit Anklängen an die Renaissancearchitektur. Die Gewölbe des großen Kapitelsaals werden von zwei zentralen Säulen getragen. Die Anlage wurde insgesamt im Jahr 1989 als Monument historique klassifiziert.

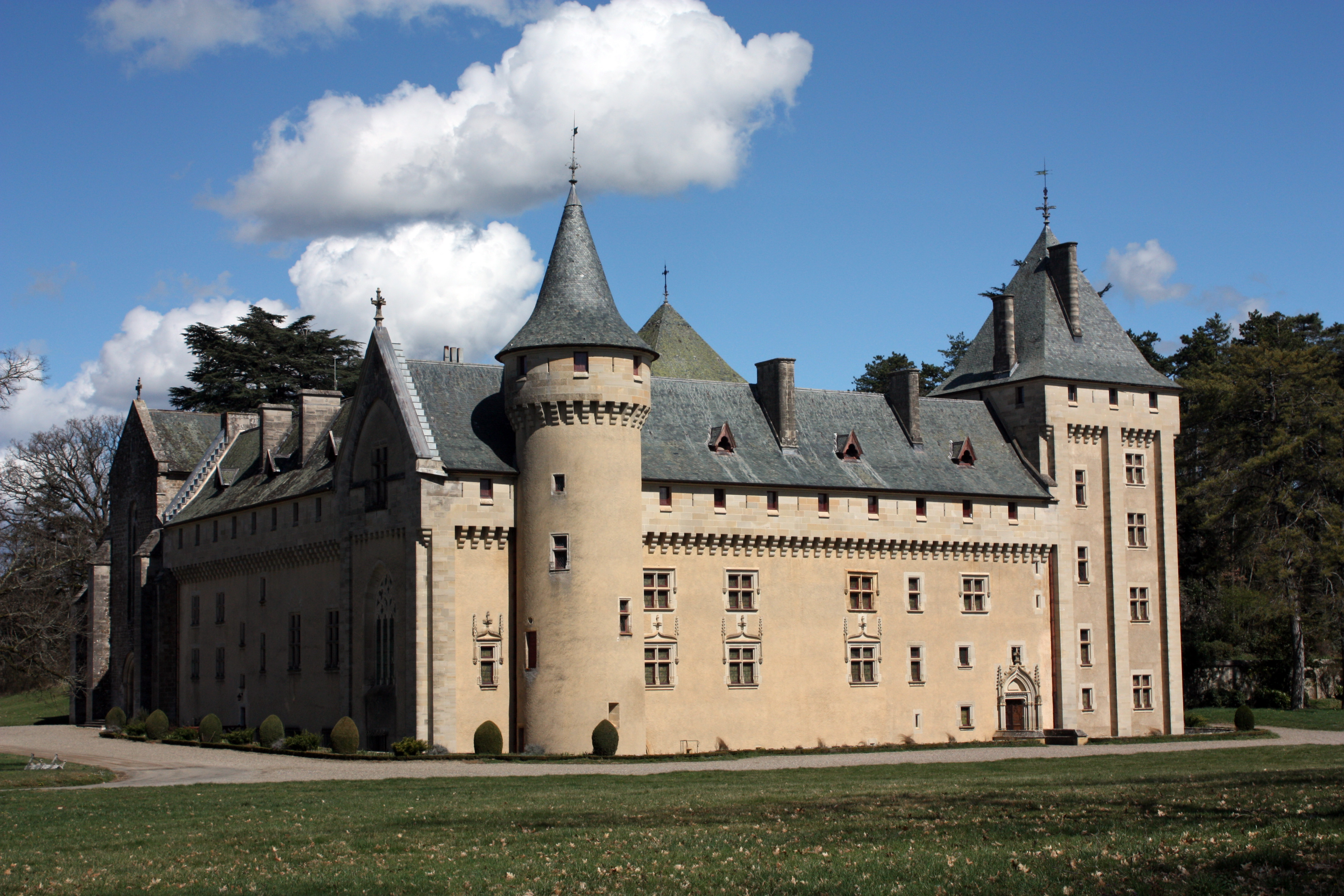
Ansicht von Westen
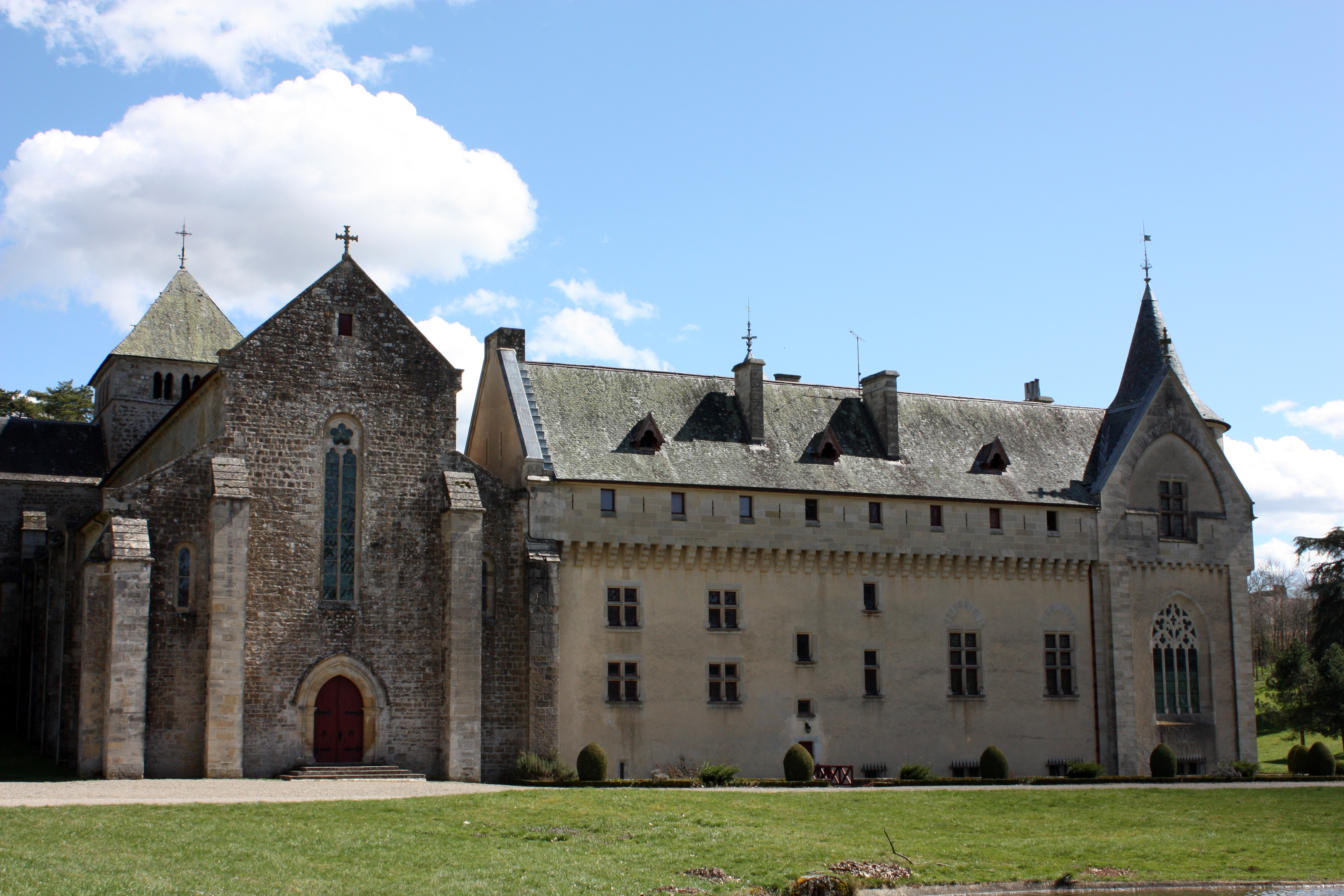
Ansicht von Osten
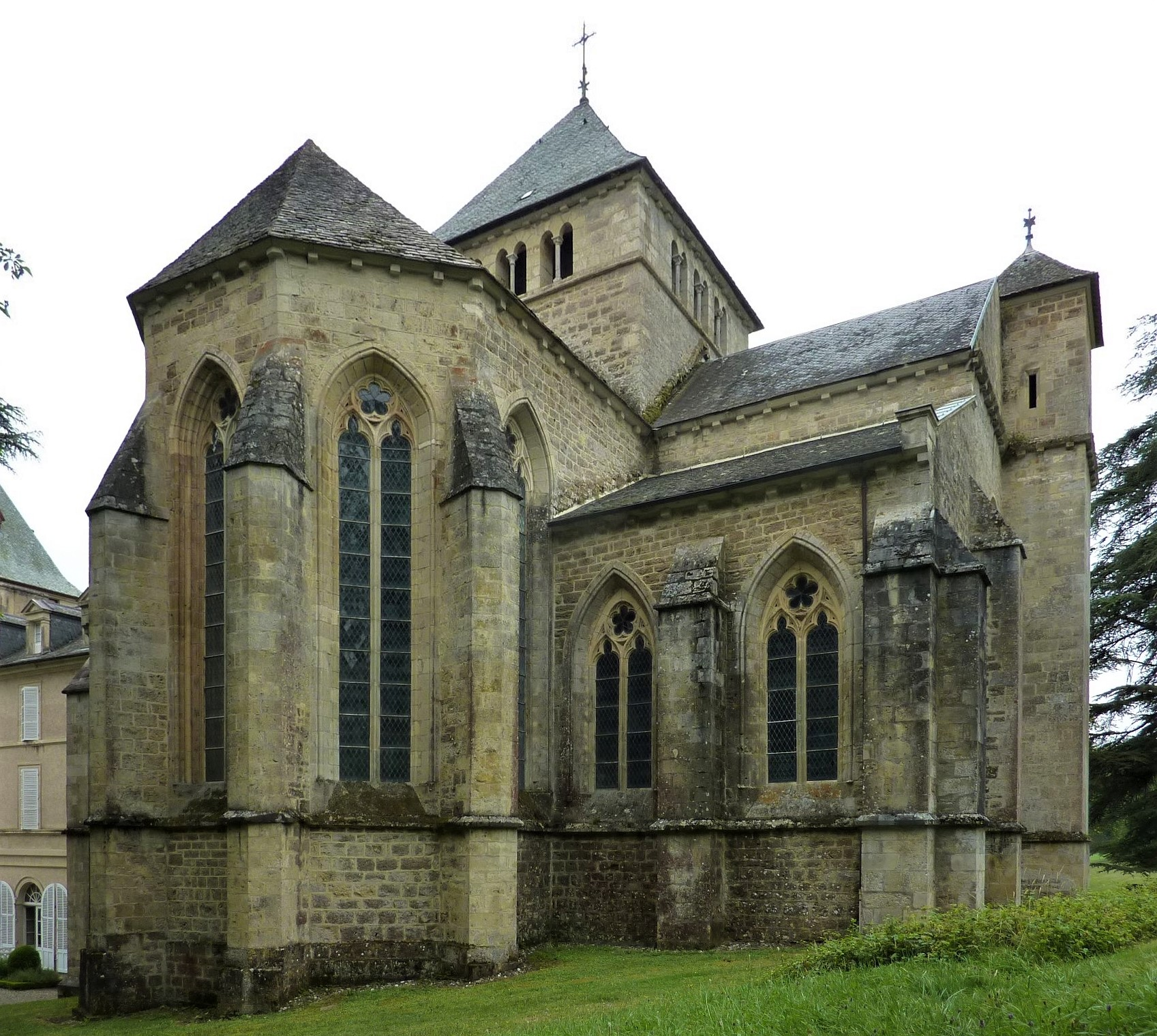
Chor der Klosterkirche
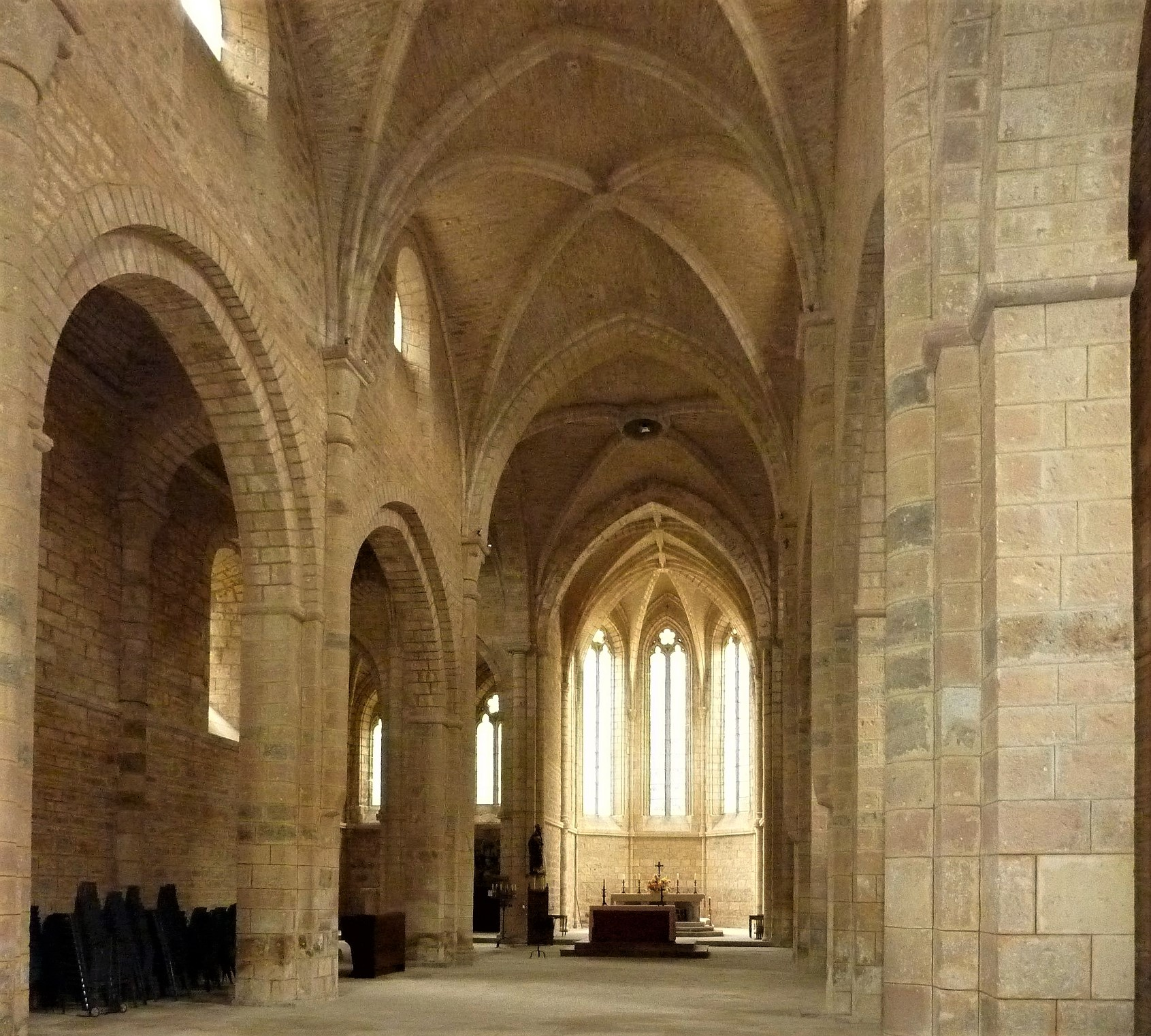
Inneres der Klosterkirche
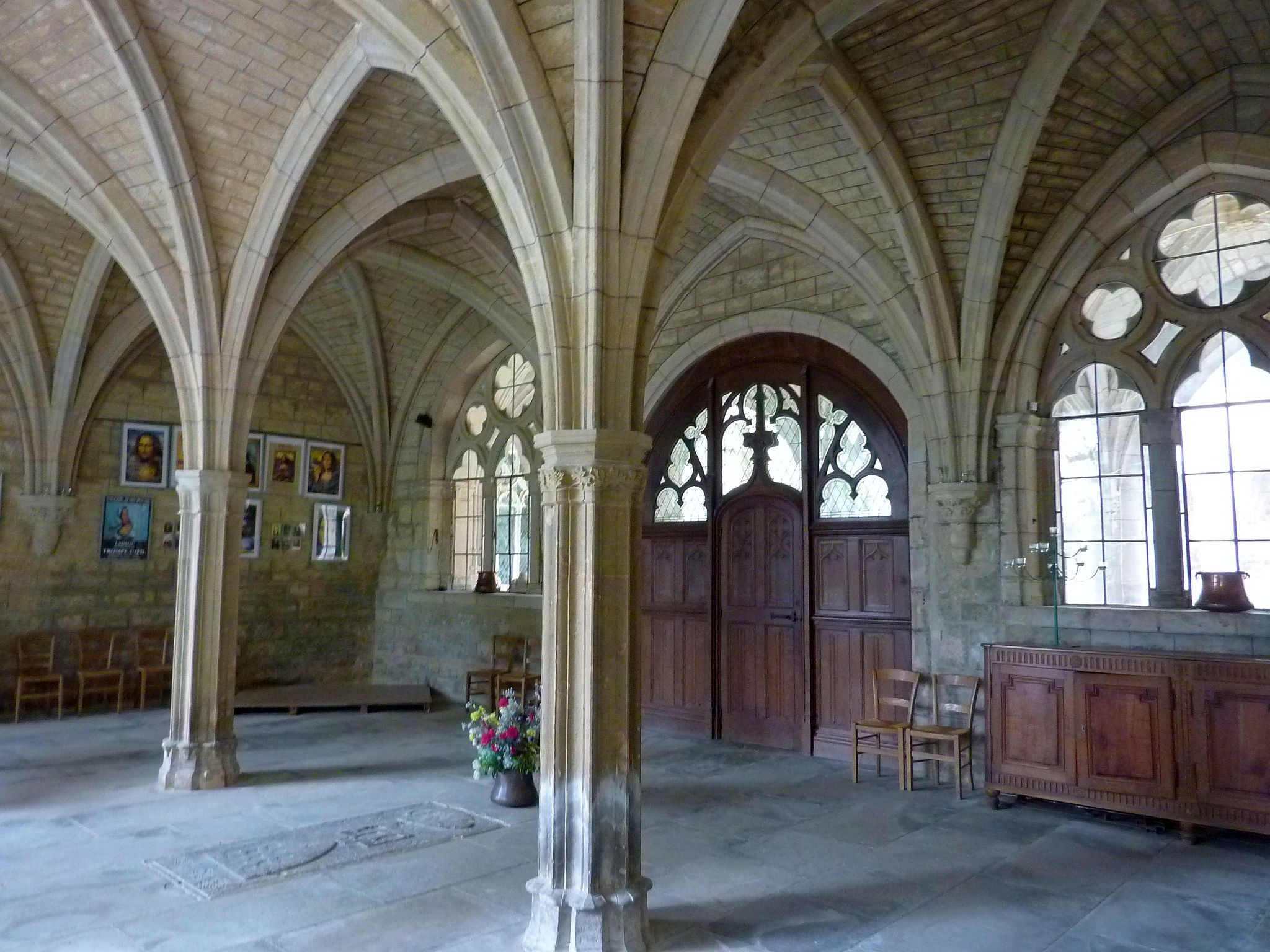
Kapitelsaal